# Journal of the American Medical Association
Het Journal of the American Medical Association (JAMA) is een gerenommeerd internationaal tijdschrift, waarin vooraanstaand peer-reviewed geneeskundig onderzoek wordt gepubliceerd. Het is in dit opzicht vergelijkbaar met bladen als the Lancet, het New England Journal of Medicine en het British Medical Journal. In 2016 bedroeg de impactfactor van het tijdschrift 44,405.